# 极北百里香
极北百里香（學名：Thymus extremus）是唇形科百里香属的一个种，分布于西伯利亚北部至北极地区。